# France Popit
France Popit (pseudonym Jokl; 3. srpna 1921, Vrhnika, Království SHS – 25. ledna 2013) byl slovinský politik.

## Životopis
Popit se stal členem Komunistické strany Jugoslávie ještě za gymnaziálních studií v roce 1940. Během druhé světové války působil v různých stranických funkcích. Byl členem slovinské i federální vlády. V letech 1963 až 1966 byl předsedou slovinského Socialistického svazu pracujícího lidu, do roku 1968 byl tajemníkem a do roku 1982 předsedou ústředního výboru Svazu komunistů Slovinska. V letech 1984 až 1988 byl předsedou Předsednictva Socialistické republiky Slovinsko. Jako stranický funkcionář byl Popit zastánce tvrdé linie oficiální politiky Svazu komunistů Jugoslávie.
Byl nositelem vojenského vyznamenání – Partizanské spomenice 1941.
Za manželku měl vdovu po národním hrdinovi Maxi Pečarovi – Marici. Měl dva syny Vasja a Ilju.
Na konci života žil v Primorsku a nebyl veřejně činný.